# Colima (sopka)
Colima je aktivní sopečný komplex, ležící asi 470 km západně od Mexico City, hlavního města Mexika. Je tvořen dvěma vulkanickými centry: již vyhasnutým štítem Nevado de Colima (4 330 m) a mladším, aktivním stratovulkánem Volcán de Colima, známým taktéž pod jménem Volcán de Fuego de Colima (3 820 m). Sopka patří mezi nejaktivnější v Mexiku a je nebezpečná svými erupcemi a pyroklastickými proudy. V okruhu 40 km navíc žije více než 300 tisíc osob. Proto je společně s dalšími patnácti sopkami ve světě zapsána do seznamu Decade Volcanoes. V současnosti je Colima nečinná, poslední erupce skončila v červenci 2019.

## Popis

### Tektonika
Mexiko leží v tzv. Pacifickém ohnivém kruhu – pásmu o délce 40 000 km, obklopující téměř celý Tichý oceán. V něm se nachází až 452 sopek a odehrává se 90 % všech zemětřesení na planetě.
Konkrétně Mexiko spočívá na rozhraní čtyř tektonických desek: severoamerické, pacifické, kokosové a karibské. Samotná Colima se nachází v subdukční zóně, kde se těžší kokosová deska noří pod lehčí severoamerickou. Pohyb dosahuje rychlosti zhruba 50 mm za rok, čímž zde v zemské kůře dochází k obrovskému napětí, které se uvolňuje tektonickou a sopečnou činností.

### Historie
Lokalita vulkánu je aktivní už 5 milionů let, od roku 1576 bylo zaznamenáno víc než 40 erupcí. Sopka je známa často se vyskytujícími sesuvy, v pleistocénu bylo přibližně 25 km³ hornin přesunuto na vzdálenost 120 km až k Tichému oceánu. Poslední větší erupce se odehrála 24. května 2005. Sopka vyprodukovala mrak popela, jenž dosáhl výšky 3 km nad kráterem. Pyroklastické proudy doputovaly do vzdálenosti až 5 km a sopečné pumy byly erupcemi vystřelovány až 4 km daleko.

## Galerie

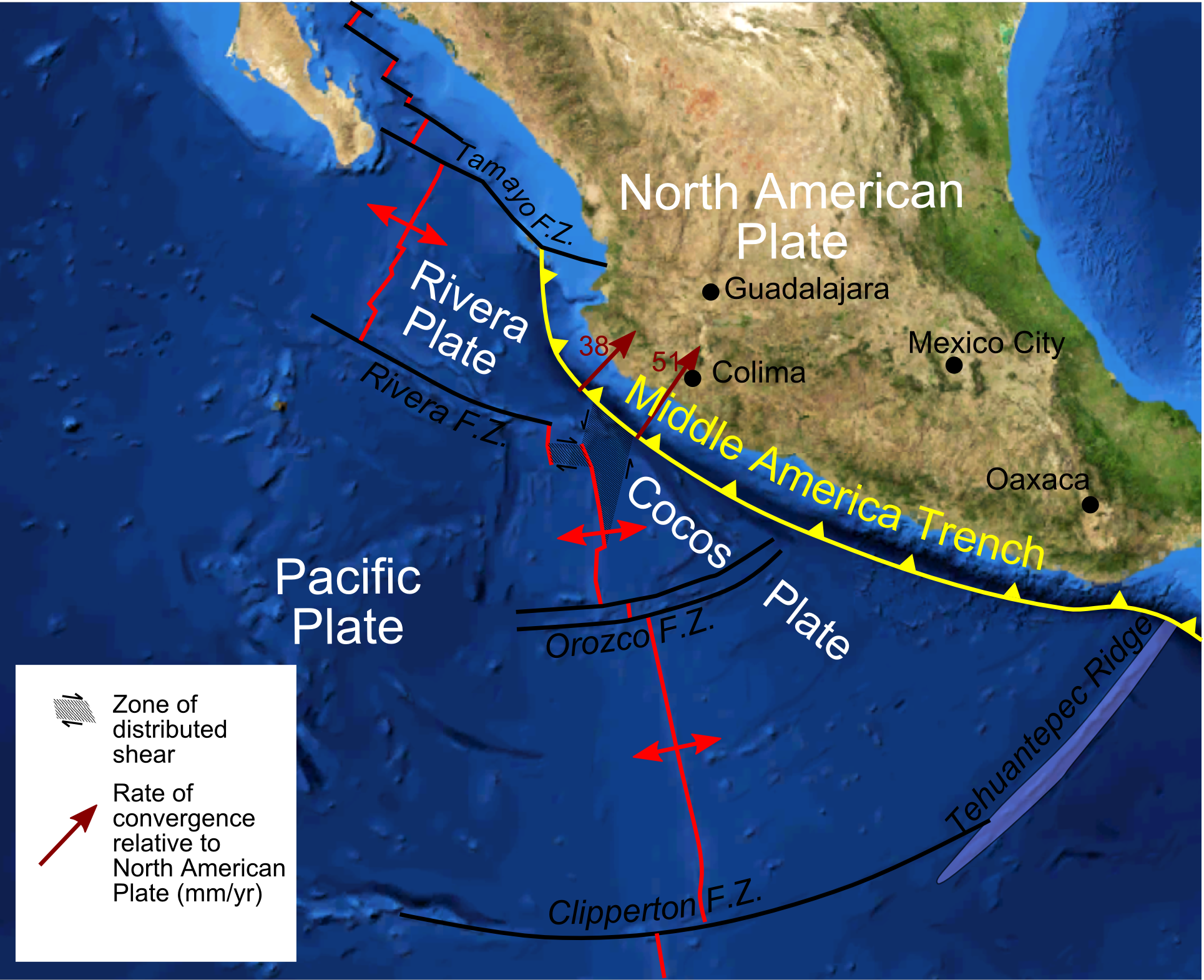
Mapa tektonických desek.
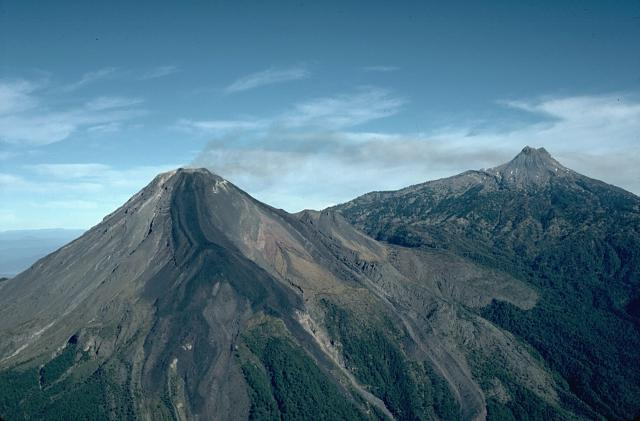
Nevado de Colima (vpravo) a Volcán de Colima (vlevo).
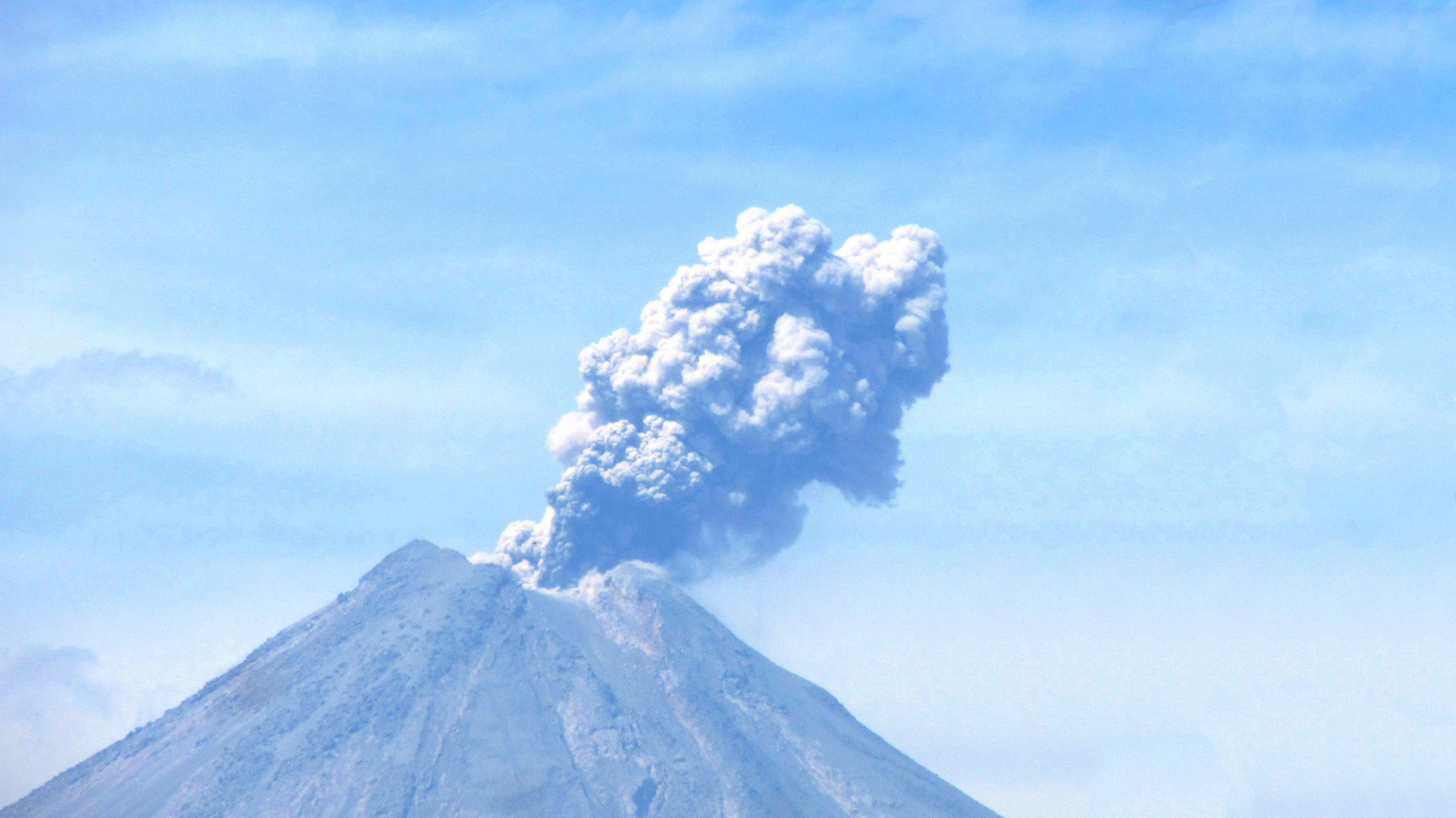
Erupce (2016).
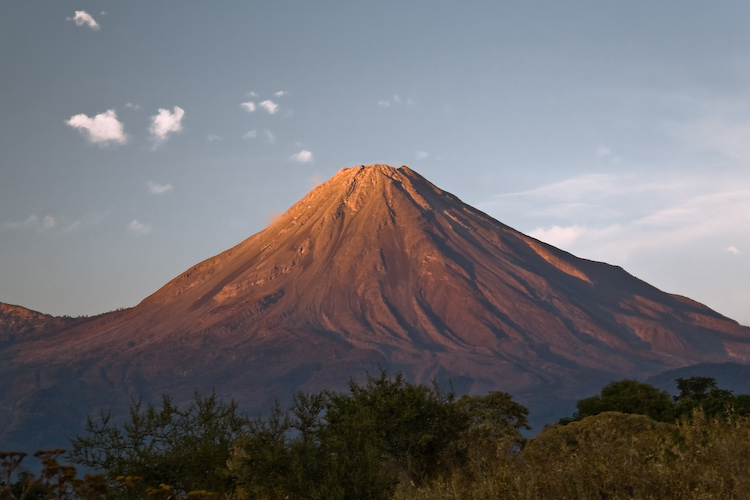